# Robert McCrum
John Robert McCrum (né le 7 juillet 1953) est un écrivain et éditeur britannique qui a occupé des postes éditoriaux de haut niveau chez Faber & Faber pendant dix-sept ans, suivi d'une longue association avec The Observer.

## Jeunesse et éducation
Fils de Michael McCrum, historien diplômé de Cambridge, Robert McCrum est né à Cambridge le 7 juillet 1953. Il fait ses études à la Sherborne School, au Corpus Christi College de Cambridge (MA (Cantab)) et à l'Université de Pennsylvanie en tant que boursier Thouron.

## Carrière
McCrum est directeur éditorial chez Faber & Faber de 1979 à 1989 et éditeur en chef de 1990 à 1996. Il est Directeur littéraire de The Observer pendant plus de dix ans. En mai 2008, il est nommé rédacteur en chef adjoint de The Observer.
McCrum est le co-auteur de The Story of English avec William Cran et Robert MacNeil et a écrit P.G. Wodehouse : A Life . Le roman Suspicion de McCrum est publié en 1997.
McCrum reçoit un doctorat honorifique de l'Université Heriot-Watt en 2011.
En août 2017, Every Third Thought: On life, death and the endgame de McCrum est publié, tirant son titre de la pièce de Shakespeare La Tempête.

## Vie privée
En juillet 1995, McCrum subit un accident vasculaire cérébral massif. L'expérience dévastatrice et son rétablissement sont relatés dans My Year Off: Recovering Life After a Stroke. Il est marié à Sarah Lyall, une journaliste américaine, depuis seulement deux mois,  et le livre comprend des entrées de journal écrites par sa femme. Il devient également mécène de l'association caritative britannique Different Strokes, qui fournit des informations et un soutien aux jeunes survivants d'un AVC.
Lyall, qui écrit pour le New York Times, vit à Londres de 1995 à 2013 et est la correspondante londonienne du journal. Elle retourne à New York avec les filles du couple en 2013 ; Lyall et McCrum ont ensuite divorcé.
McCrum se décrit lui-même comme « un non-croyant confus ».

### Fiction
- In the Secret State. New York : Simon et Schuster, 1980.
- A Loss of Heart. 1982
- The Fabulous Englishman Royaume-Uni : Hamish Hamilton Ltd, 1984.
- Mainland. Paris : Gallimard, 1991.
- The Psychological Moment. Londres : Martin Secker & Warburg, 1993.
- Jubilee. Paris : Gallimard, 1994. ISBN 0-679-42987-5
- Suspicion. Paris : Gallimard, 1997. (ISBN 0-393-04046-1)ISBN 0-393-04046-1

### Non-fiction
- The Story of English. Paris : Gallimard, 1986. (Avec William Cran et Robert MacNeil)
- My Year Off: Recovering Life After a Stroke. Paris : Gallimard, 1998. (ISBN 0-393-04656-7)ISBN 0-393-04656-7 (ISBN 978-0393046564)
- P. G. Wodehouse: A Life.. Paris : Gallimard, 2004. (ISBN 978-0-393-05159-9)ISBN 978-0-393-05159-9
- Globish: How the English Language Became the World's Language. Paris : Gallimard, 2009. (ISBN 978-0-393-06255-7)ISBN 978-0-393-06255-7
- The 100 Best Novels in English. Londres : Galileo, 2015. (ISBN 978-1-903-38542-5)ISBN 978-1-903-38542-5
- Every Third Thought: On Life, Death and the Endgame. Londres : Picador, 2017. (ISBN 978-1-5098-1528-9)ISBN 978-1-5098-1528-9
- The 100 Best Non Fiction Books of All Time. Londres : Galileo, 2018. (ISBN 978-1-9033-8583-8)ISBN 978-1-9033-8583-8
- Shakespearean. New York Londres : Pegasus Books, 2021. (ISBN 978-1-64313-789-6)ISBN 978-1-64313-789-6